# Brædstrup
Brædstrup est une ville du Danemark située sur dans la commune d'Horsens, dans le Jutland central.
La ville abrite une centrale de chauffage solaire d'une superficie de 18 612 m2.

## Personnalités
- Kristian Thulesen Dahl